# 尾張四觀音

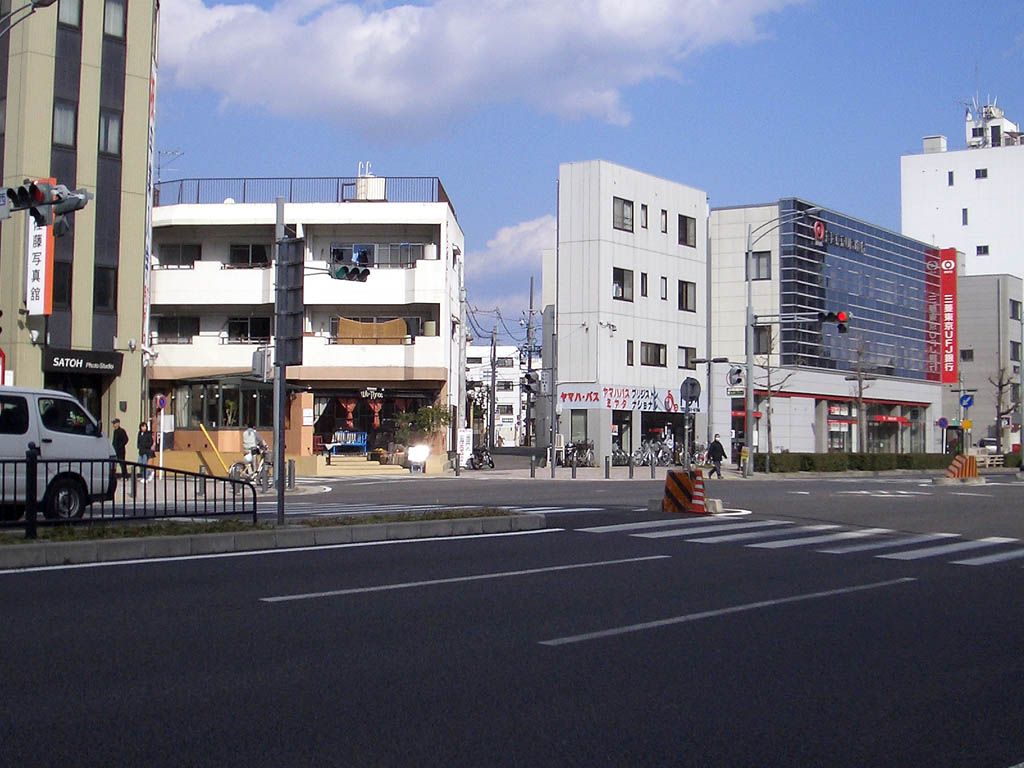
四觀音道（在千種區覺王山通）

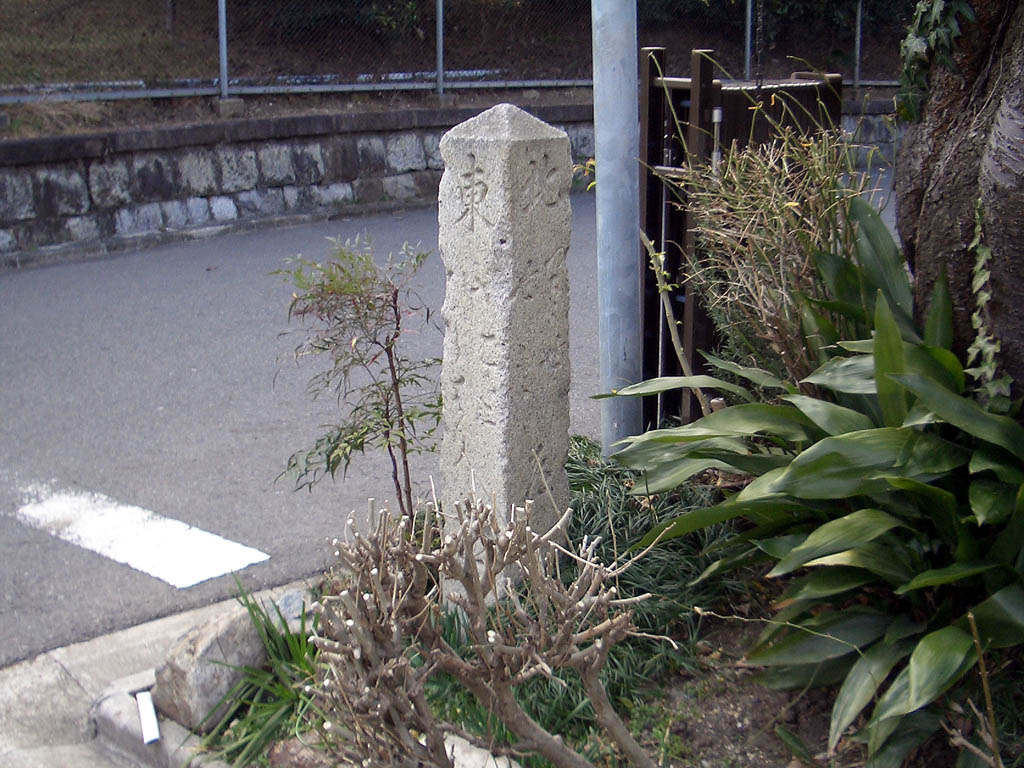
四觀音道道標（千種區下方町）

尾張四觀音（日語：おわりしかんのん），是指以下尾張國代表的四座觀音寺
- 愛知縣名古屋市中川區荒子町的荒子觀音
- 愛知縣海部市甚目寺的甚目寺觀音
- 愛知縣名古屋市守山區龍泉寺的龍泉寺觀音
- 愛知縣名古屋市南區笠寺町的笠寺觀音

不管哪座都是開基至今有千數百年以上的古刹。

## 概要
德川家康在建築名古屋城時，預計從城往鬼門的方位上建設上述4寺作為鎮護。（順帶一提，大須觀音在江戶時代初期，因家康命令從美濃移轉到現在地，是比較新的寺，不跟其他尾張四觀音並列。）
和每個觀音所連結成的道路形成了四觀音道，如笠寺和龍泉寺相交道路的一部分現在仍保存下來，千種區内也仍保留以之命名的地名。另外，路上也仍殘存一個明治時代所立標示的道標，上面刻有「東有八事、西有平針、南有熱田、北有瀨戶龍泉寺」。

## 在節分的四觀音
因為是以名古屋城為中心向四方分散的位置，在每年節分時期四寺會進行節分祭（會），特別是當其中一寺（以名古屋城為中心所見）位於惠方時（北北西/甚目寺觀音、東北東/龍泉寺觀音、南南東/笠寺觀音、西南西/荒子觀音），當年會舉行特別盛大的節分祭（會）。
尾張四觀音的節分惠方，會以笠寺觀音（1）、龍泉寺（2）、荒子觀音寺（3）、笠寺観音（4）、甚目寺觀音（5）的順序，5年一巡。
按此進行尾張四觀音的惠方參拜，在名古屋風俗中據說可以得到最好的祈福效果。
在昭和30年代，和名古屋城位於同樣中區位置的大須觀音，自稱為「中心惠方」，因為此說法已流通現今，所以會有惠方中心是名古屋城、還是大須觀音的疑問。尾張四觀音的各寺自古以來都是以名古屋城為中心，此外不清楚大須觀音和成田山萬福院所說的「中心惠方」是什麼，但和尾張四觀音中心（名古屋城）所指的「中心惠方」是不同的，以此理解可能較為妥當。

## 圖片

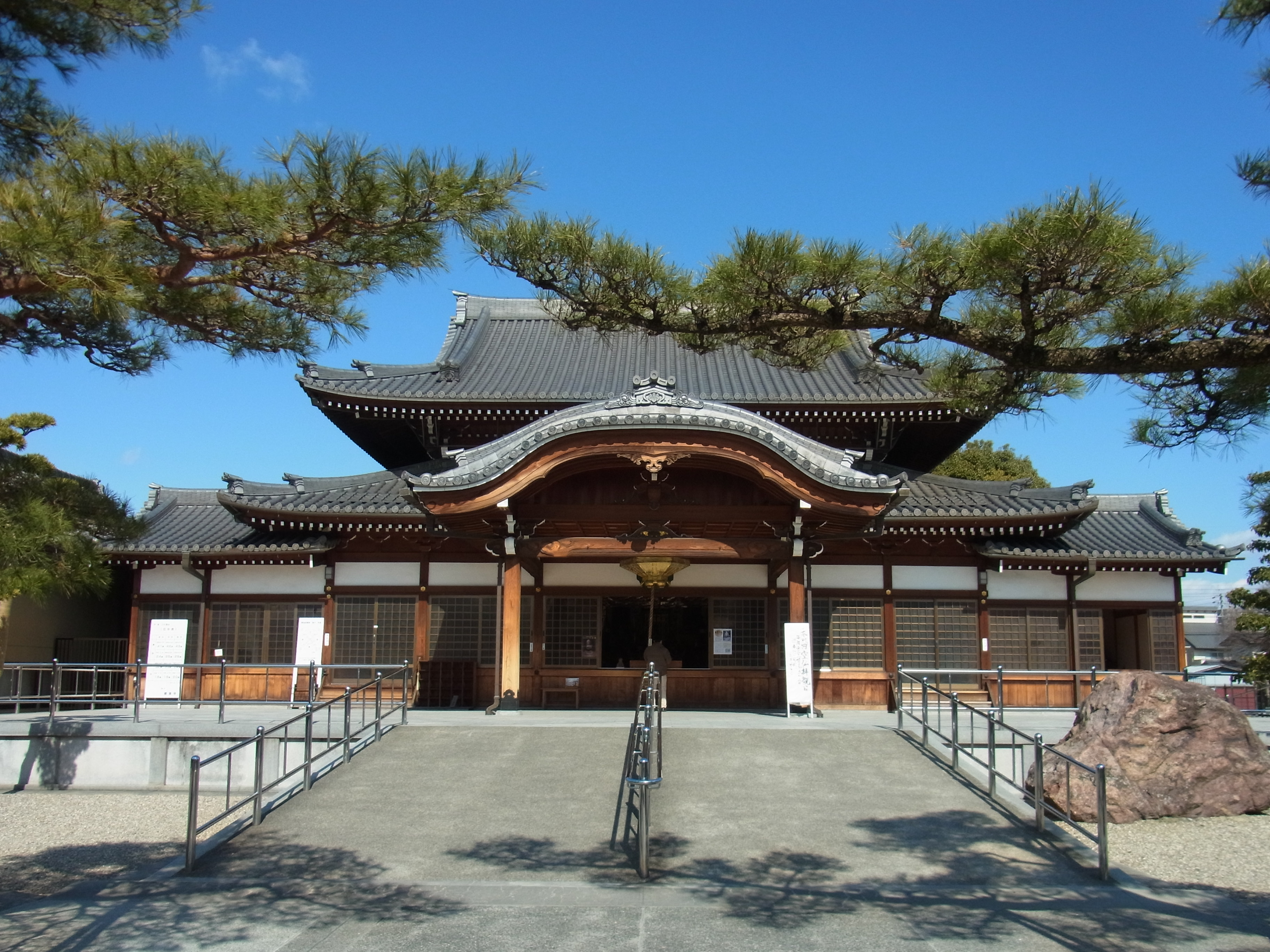
荒子觀音
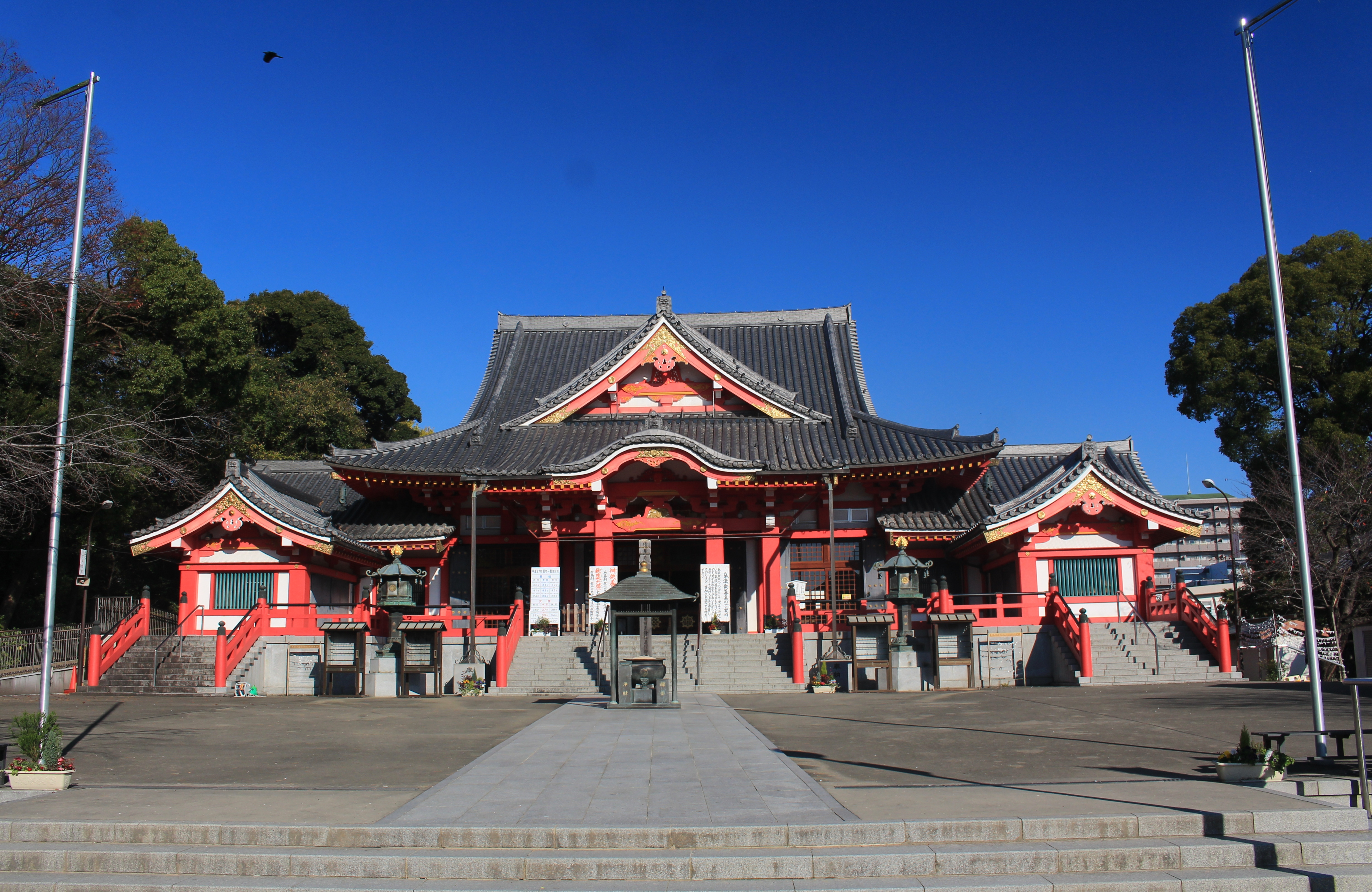
甚目寺觀音
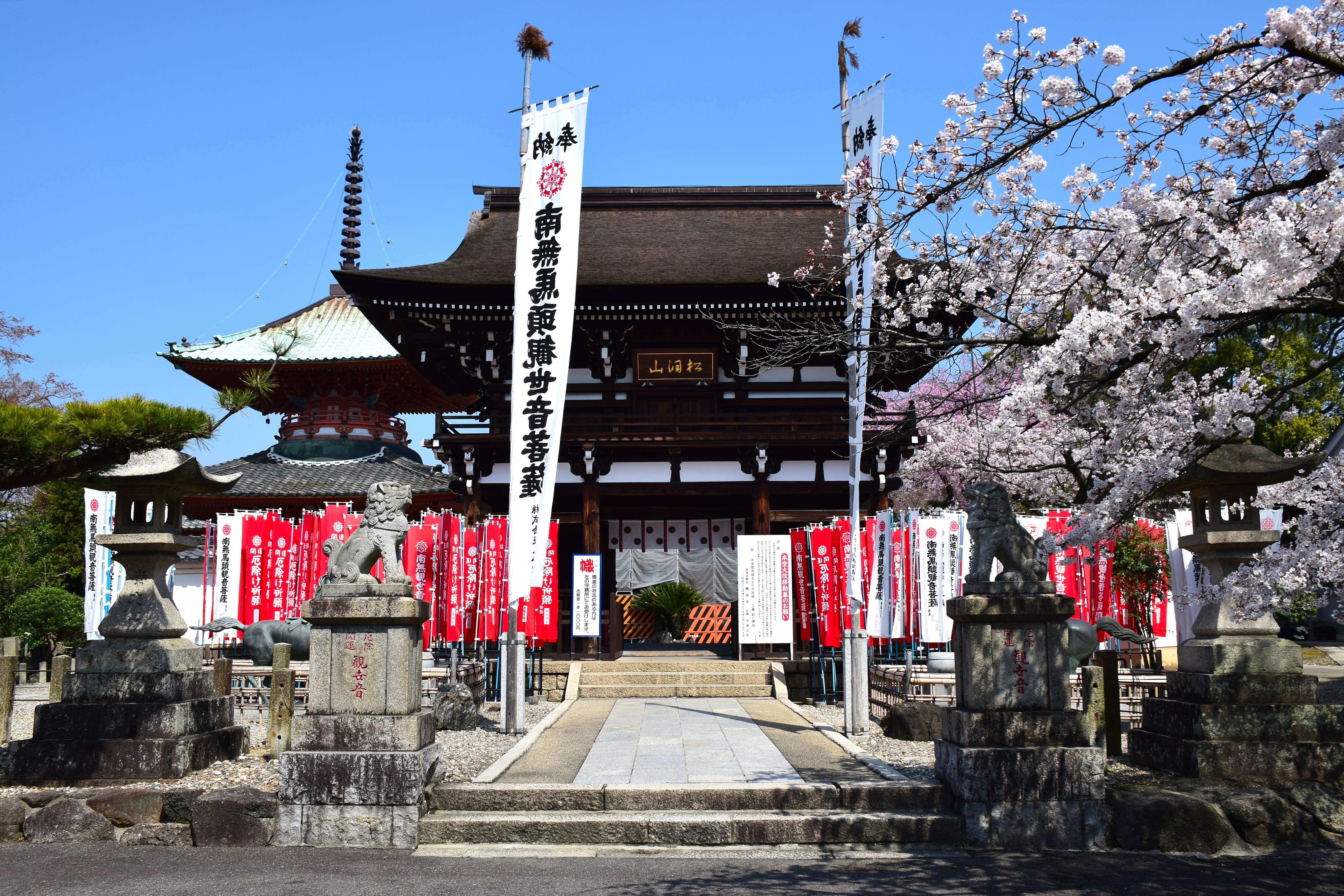
龍泉寺
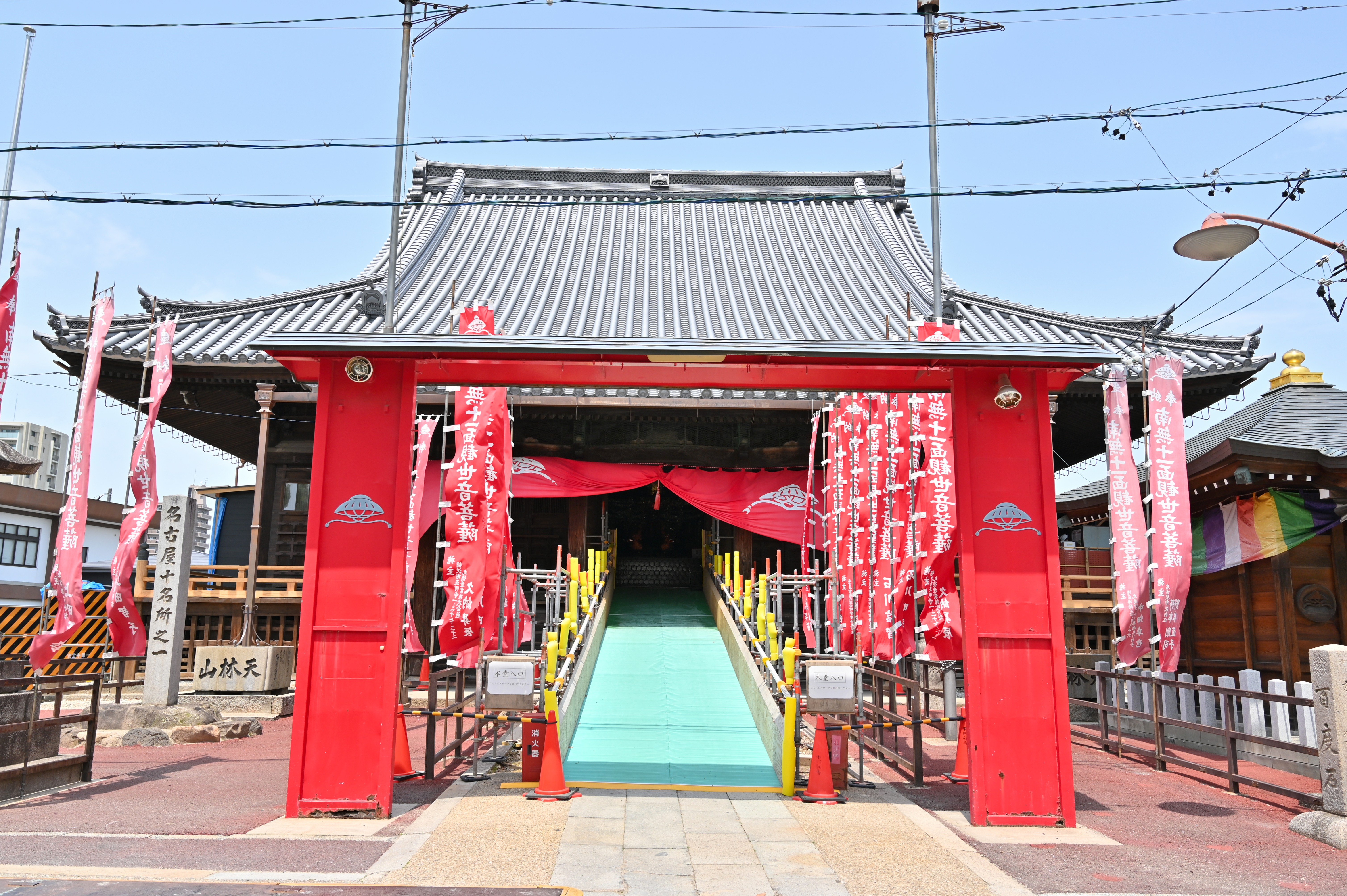
笠寺觀音

## 外部連結
- 笠寺観音 （页面存档备份，存于）
- 竜泉寺 （页面存档备份，存于）
- 甚目寺観音 （页面存档备份，存于）